# Orestes Renney von Herszeny
Orestes Renney von Herszeny (1837 – 4. ledna 1900 Černovice), byl rakouský státní úředník a politik z Bukoviny, v 2. polovině 19. století poslanec Říšské rady.

## Biografie
Narodil se v Bukovině. Vystudoval gymnázium v Černovicích. V roce 1855 nastoupil na Vídeňskou univerzitu a od roku 1859 působil ve státní službě. V 60. letech ji krátce opustil, když byl tajemníkem zemského výboru. Pak se do státních služeb vrátil. Po řadu let byl okresním hejtmanem v Rădăuți. Získal titul vládního rady a byl povolán do zemské vlády v Černovicích a působil zde až do svého penzionování v roce 1892.
Angažoval se i v zákonodárných sborech. Od roku 1869 až do odchodu na penzi byl poslancem Bukovinského zemského sněmu. Zasedal i jako poslanec Říšské rady (celostátního parlamentu), kam nastoupil v prvních přímých volbách do Říšské rady roku 1873 za kurii venkovských obcí v Bukovině, obvod Rădăuți, Suceava, Câmpulung atd. V roce 1873 se uvádí jako Orestes Renney von Herszeny, c. k. vládní rada, bytem Černovice. V roce 1873 zastupoval v parlamentu blok Ústavní strany (centralisticky a provídeňsky orientované).
Z veřejného života ho vytlačila nemoc, která ho po sedm let upoutala na lůžko. Zemřel v lednu 1900 ve věku 63 let. Pohřben byl za velké účasti veřejnosti a hodnostářů.